# Arvinachelys goldeni
Arvinachelys goldeni è una tartaruga estinta, appartenente ai baenidi. Visse nel Cretaceo superiore (Campaniano, circa 75 milioni di anni fa) e i suoi resti fossili sono stati ritrovati in Nordamerica (Utah). La caratteristica più insolita di questo animale è l'insolita apertura nasale, che in vita doveva dargli l'aspetto del naso di un maiale.

## Descrizione
Questo animale è noto per uno scheletro quasi completo e articolato, con tanto di carapace. Il cranio di questo esemplare è stato scansionato grazie a una micro-tomografia computerizzata (μCT) per ottenere una migliore ricostruzione della sua anatomia interna. Questo animale si distingue da qualunque altra tartaruga nota a causa della presenza di due narici esterne distinte, quasi completamente separate da una proiezione dorsale delle premascelle e da un'estensione ventrale delle ossa nasali; questa insolita caratteristica doveva conferire a questo animale un insolito aspetto da maiale. Il cranio è a forma di cuneo e dotato di ossa nasali ampie ed espanse lateralmente.

## Classificazione
Arvinachelys goldeni venne descritto per la prima volta nel 2015, sulla base di fossili rinvenuti nella formazione Kaiparowits nello Utah meridionale. Questo animale è stato ascritto ai baenidi, un gruppo di tartarughe estinte, caratteristiche del Cretaceo e del Paleogene; un'analisi filogenetica indica che il più stretto parente di Arvinachelys era Hayemys, un altro baenide leggermente più recente (Maastrichtiano). La morfologia generale del carapace di Arvinachelys indica che alcune caratteristiche del carapace di alcuni baenidi (Plesiobaena, Peckemys, Palatobaena, Cedrobaena e Gamerabaena), precedentemente ritenuti indicativi di un clade monofiletico, erano in realtà plesiomorfie riconoscibili all'interno del clade più ampio Baenodda.

## Paleobiologia
Come la maggior parte dei baenidi, anche Arvinachelys era probabilmente un animale acquatico o semi-acquatico, recando le stesse caratteristiche delle attuali tartarughe acquatiche, come un guscio idrodinamico largo e piatto e arti simili a pagaie. Essendo le baenidi il tipo di tartaruga più comune nell'emisfero nord, durante il Cretaceo superiore, esse erano molto numerose e contavano numerose specie che, probabilmente, occupavano diverse nicchie ecologiche.
Le sue narici, che superficialmente ricordavano il muso di un maiale, è un carattere altamente atipico nelle baenidi e nelle tartarughe in generale, avrebbero giocato un ruolo importante nel suo stile di vita.

## Paleoecologia
Arvinachelys viveva in quella che oggi è la Formazione Kaiparowits, nello Utah, formazione nota, anche, per aver riportato alla luce numerosi dinosauri tra cui il tirannosauride Teratophoneus e l'ornitopode Parasaurolophus. In particolare, Arvinachelys sembrerebbe mostrare un ulteriore stato di endemismo nella fauna locale, il che implica una sorta di isolamento biogeografico.